# All That Funk
All That Funk è un album dal vivo del pianista jazz americano Don Pullen e del sassofonista George Adams registrato nel 1979 per l'etichetta italiana Palcoscenico.

## Tracce
Tutte le composizioni ad opera di Don Pullen, tranne dove indicato
1. Dee Arr – 7:15
2. Alfie – 6:35
3. Intentions – 7:15
4. Big Alice – 22:25

## Musicisti
- Don Pullen - pianoforte
- George Adams - sassofono tenore
- Cameron Brown - contrabbasso
- Dannie Richmond - batteria